# Karel Nesl

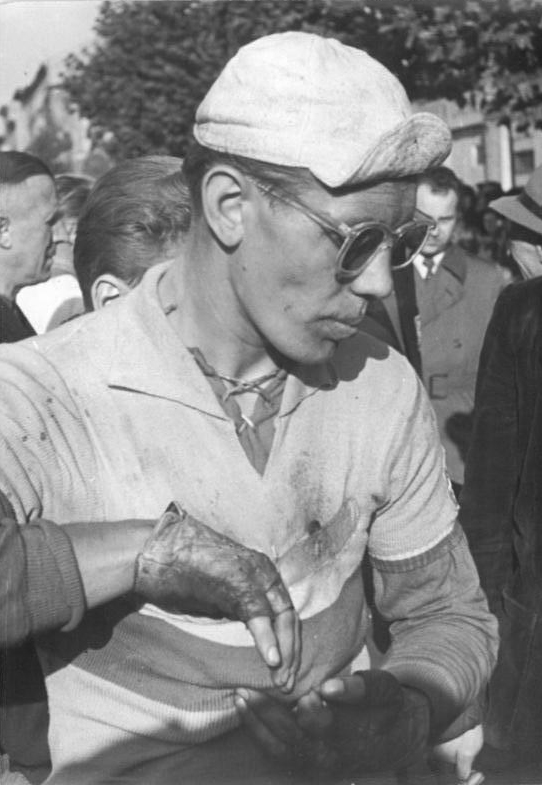
Karel Nesl (1951)

Karel Nesl (* 26. Dezember 1930; † 2009) war ein tschechoslowakischer Radrennfahrer und nationaler Meister im Radsport.

## Sportliche Laufbahn
Nesl war Teilnehmer der Olympischen Sommerspiele 1952 in Helsinki. Im olympischen Straßenrennen schied er beim Sieg von André Noyelle aus. Die tschechoslowakische Mannschaft kam nicht in die Mannschaftswertung.
Im Jahr zuvor hatte er eine Etappe in der DDR-Rundfahrt gewonnen. 1952 siegte Nesl in einem der längsten und ältesten Straßenrennen Europas für Amateure, Prag–Karlovy Vary–Prag vor dem Rekordsieger Jan Veselý. 1954 siegte er in der die ersten Austragung Slowakei-Rundfahrt vor Josef Křivka, wobei er drei Etappen gewann. 
1952 und 1953 gewann er die nationale Meisterschaft im Mannschaftszeitfahren. Bei der Internationalen Friedensfahrt war Nesl 1952 am Start und wurde als 20. des Gesamtklassements klassiert. 1953 wurde er 17. der Rundfahrt.